# Apeadeiro de Gelfa

Mapa da Linha do Minho. O antigo Apeadeiro de Gelfa está entre Caminha e Viana do Castelo.

O Apeadeiro de Gelfa é uma interface ferroviária encerrada da Linha do Minho, que servia a localidade de Gelfa, na freguesia de Âncora, em Portugal.

## História
Esta interface encontra-se no troço da Linha do Minho entre as estações de Darque e Caminha, que entrou ao serviço em 1 de Julho de 1878.
Em Junho de 1913, possuía a categoria de paragem, sendo utilizada pelos comboios tramways entre Viana do Castelo e Valença.

Foi oficialmente eliminado da rede ferroviária em 20 de Outubro de 2011.